# Dermatomiosite
La dermatomiosite è una connettivite sistemica a patogenesi autoimmune, considerata un sottotipo di polimiosite vista l'associazione di sintomi muscolari con sintomi cutanei.

## Epidemiologia
La dermatomiosite colpisce prevalentemente il sesso femminile, sia i bambini, nei quali è spesso benigna, sia gli adulti, nei quali può associarsi a una patologia neoplastica (polmonare o gastrica nel sesso maschile, uterina o ovarica nel sesso femminile).

## Sintomatologia
Prevede la presenza contemporanea di alterazioni muscolari e cutanee:
- Alterazioni muscolari: i muscoli interessati sono esclusivamente i muscoli striati, soprattutto prossimali (cingolo scapolare e pelvico), con dolenzia e graduale impotenza funzionale (fino anche alla paralisi completa).
- Alterazioni cutanee: le più frequenti sono il rash eliotropo, un eritema violaceo prevalente sul volto, un edema periorbitario duro (senza segno della fovea) e anomalie a livello delle mani (mani da meccanico, petecchie e teleangectasie nella zona dell'iponichio). Sulla superficie estensoria delle articolazioni metacarpo-falangee,[1] interfalangee prossimali e distali si riscontrano papule o placche eritematose rilevate (papule di Gottron).

Altre patologie associate alla dermatomiosite sono artralgie e artriti, calcinosi, lipodistrofia, disturbi gastrointestinali e polmonari.
Gli anticorpi più comunemente associati a dermatomiosite sono gli anti-Jo1, gli anti-Mi2 e gli anti-MDA5.

## Diagnosi
Si ritiene sufficientemente probabile quando la clinica è suggestiva, ma per gli accertamenti è necessaria la biopsia muscolare. I muscoli affetti presentano infiammazione perivascolare del perimisio, composta di macrofagi e linfociti, e le fibre muscolari sono in buona parte atrofiche e necrotiche.